# Иван Раев
 Тази статия е за народния лечител.  За българския актьор вижте Иван Раев (актьор).  
Иван Раев (1876-1938) е български народен лечител, създател на лекарство от беладона (лудо биле) за лечение на паркинсонизъм.
Съществува съвършено неправилно схващане, че Раев е открил лечение за т. нар. сънна болест, чието истинско име е епидемичен енцефалит или енцефалит на Ван Економо.
На практика при този енцефалит смъртността и сега е голяма и лечение все още няма открито. Лечението на Иван Раев върху самия енцефалит и протичането му не оказва никакво благотворно влияние.
При всички преживели обаче енцефалита впоследствие като увреждане остава паркинсонизъм или т. нар. „постенцефалитен паркинсонизъм“.
От малък остава сирак и започва да аргатува из различни краища, като се запознава и с народното лечителство. Попада в Цариград при стар бездетен ходжа, който като видял, че момчето е доста напреднало в лечителството, му предал натрупания собствен опит, а също и книга с рецепти.
Около 1905 г. открива лечението на постенцефалитния паркинсонизъм след прекарана сънна болест с атропин, извлечен от билката беладона, известно като „curra bulgara“ (т.е. „българско лечение“). За извличане на атропина използва бяло вино, поради това че червеното вино е непригодно за целта заради съдържащите се в него танини. Лечението му впоследствие се оказва ефективно и при всички други форми на паркинсонизма.
Славата на Раев на изкусен лечител на паркинсонизма, като остатъчно увреждане след прекарване на сънна болест, достига чак до Рим, където италианската кралица Елена Савойска (баба на цар Симеон II) страда от тези увреждания и всички приложени лечения се оказват безрезултатни. След лечението, проведено от Иван Раев, кралицата е излекувана напълно, а на Раев е присъдена титлата доктор, награден е със златен медал и болницата, в която се провело лечението, е наименувана „Д-р Иван Раев“, както се казва и до днес.
Умира през 1938 г. в Пловдив от инфаркт, във файтон на път за гарата. В родния му град Шипка, Казанлъшко има паметна плоча на къщата, в която се е родил и живял този лечител.